# Kelenteng Sanggar Agung

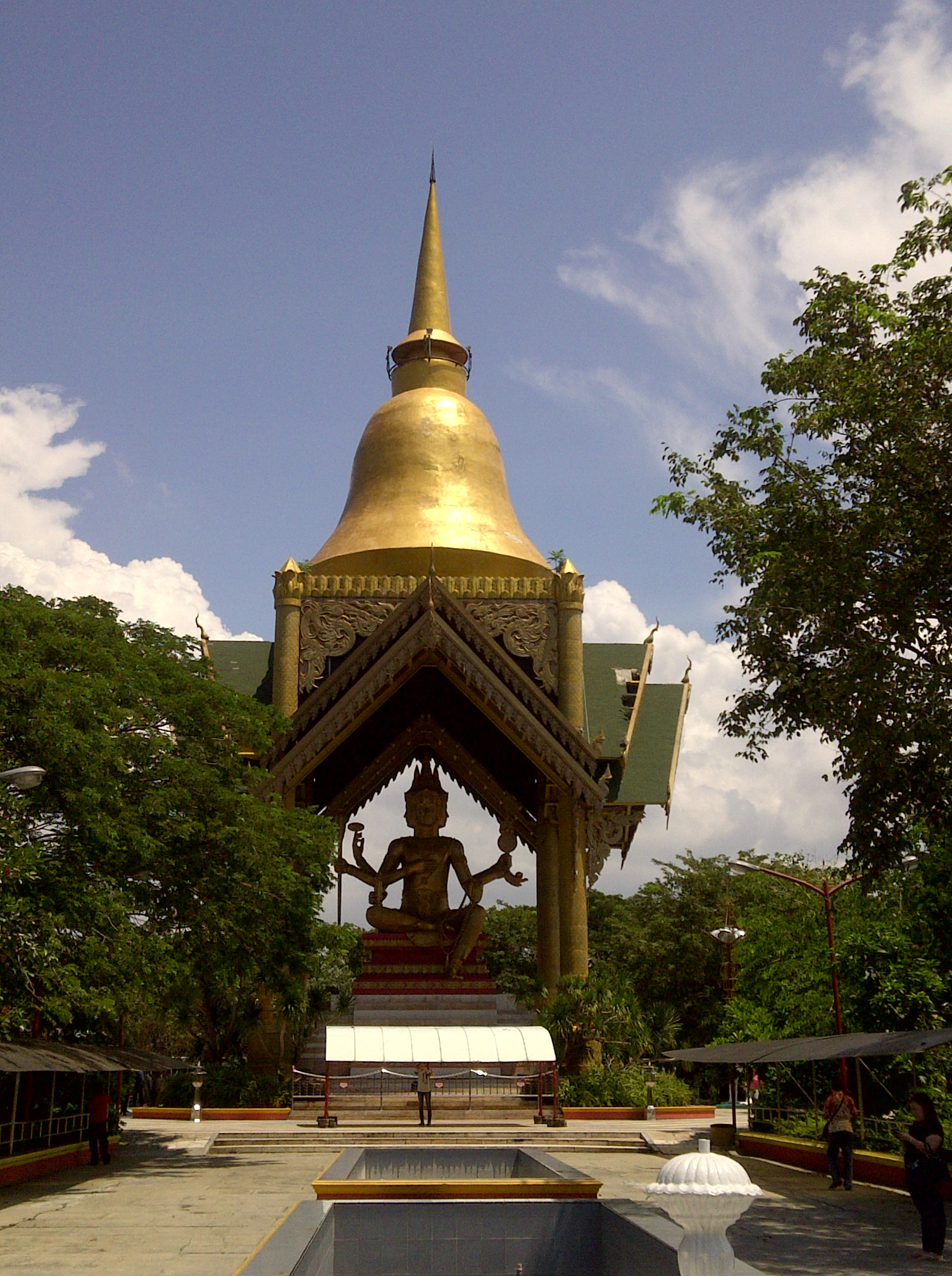
Goud gedekt She Mien Fo standbeeld in Kelenteng Sanggar Agung, Surabaya, Indonesia

Kelenteng Sanggar Agung of Hong San Tang(tempel) is een Chinese tempel in Surabaya, Indonesië. De precieze ligging is  Jalan Sukolilo 100, Kenjeran Beach. De tempel wordt bezocht door Chinese Indonesiërs die de Chinese volksreligie belijden en door toeristen die hier graag komen om wat foto's te maken van het bijzondere gebouw. Hoogtijdagen zijn tijdens Chinees nieuwjaar, wanneer veel gelovigen komen om te bidden voor een goed komend jaar. De tempel werd in 1999 officieel geopend.

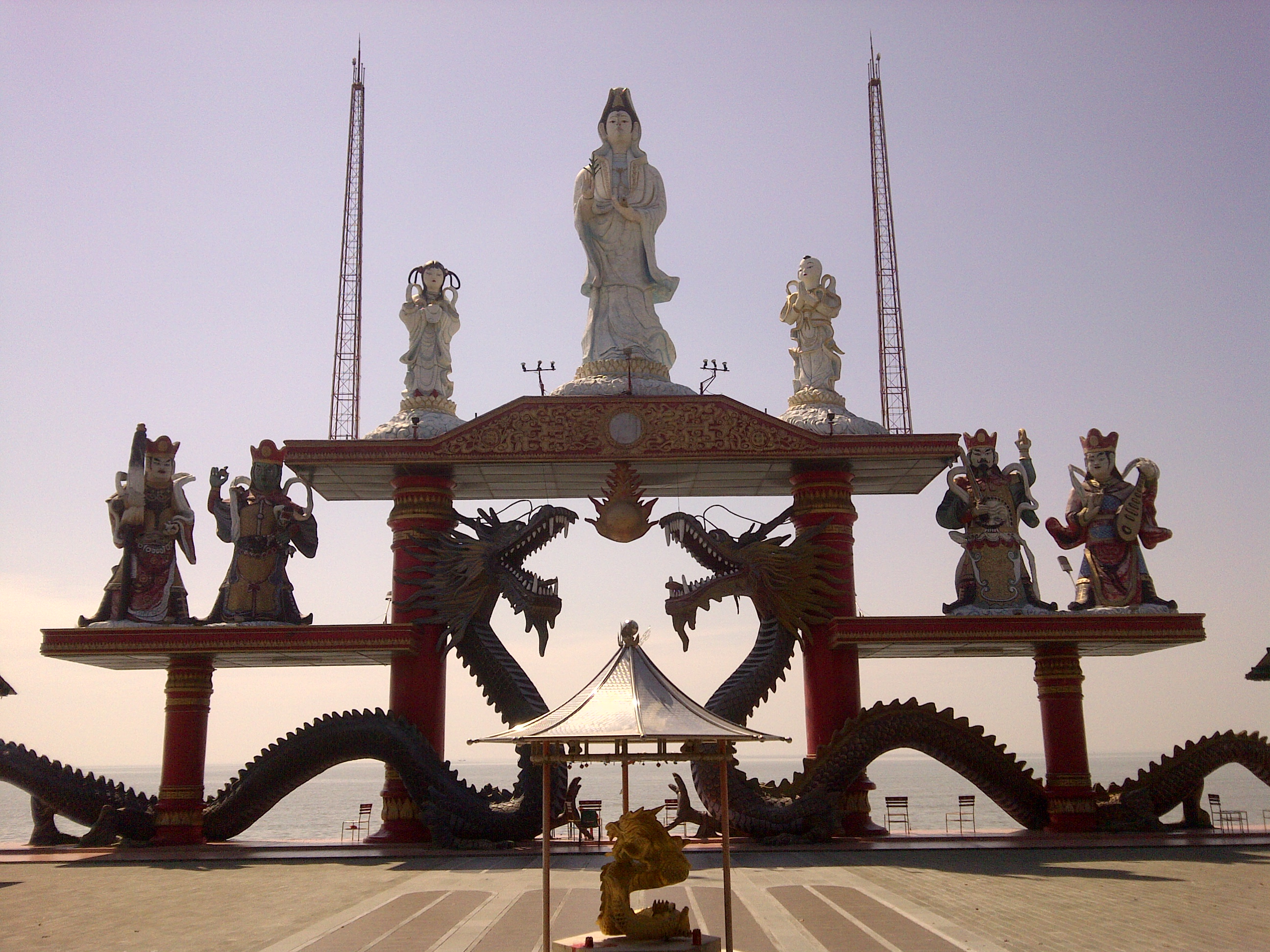
Oceaan poort van de Sanggar Agung Tempel met gigantische Guan She Yin satue op zijn top

Buitende tempel staat een groot beeld van Guanyin met een hoogte van 20 meter. 

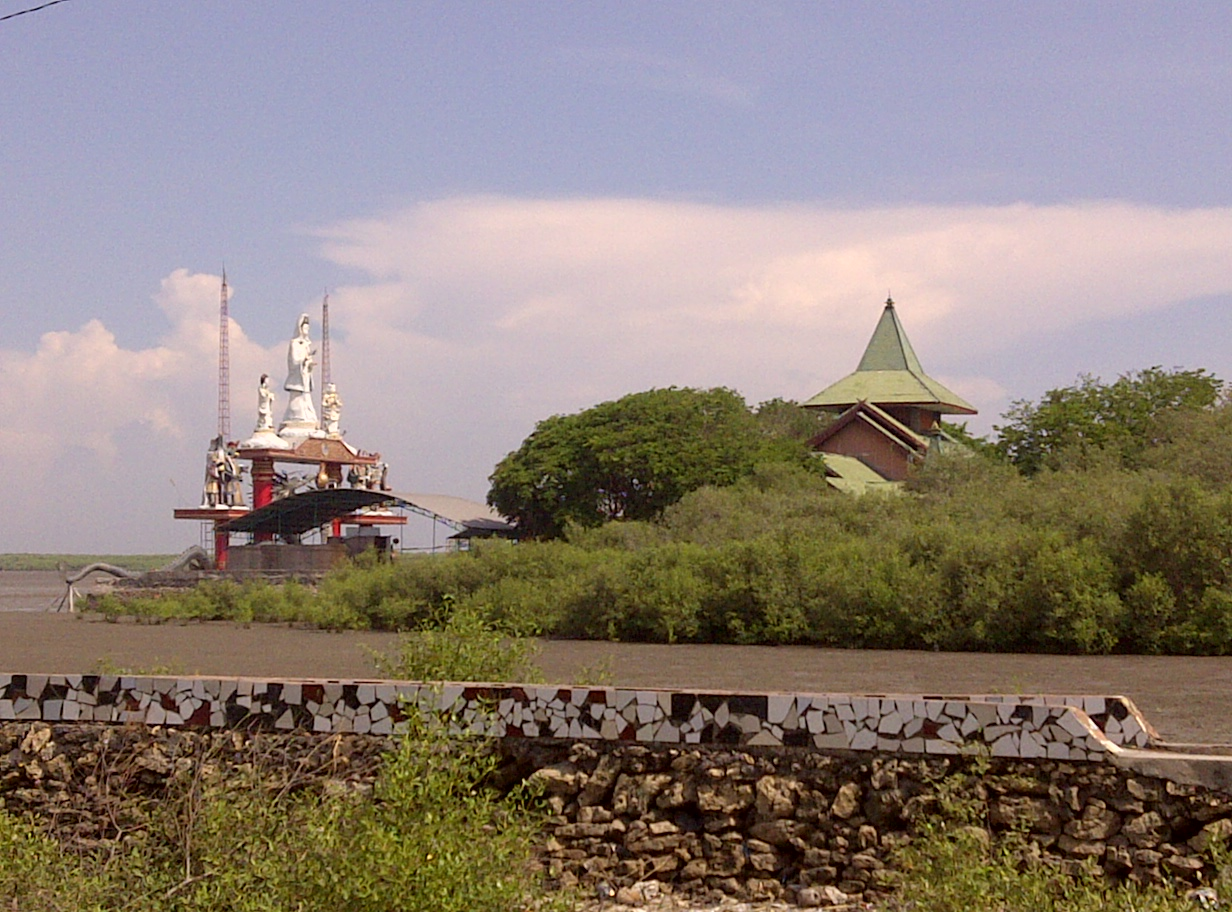
Sanggar Agung tempel omgeven door mangrovebossen

Binnen de tempel zijn drie altaren te vinden. Op het hoofdaltaar staat een goudkleurig beeld van Guanyin. Op de zijaltaren worden Tudigong, Guandi, Beidi en Caishen vereerd. Er zijn nog aparte tempelgebouwen met de altaren van Laozi, Tianhou en Sakyamuni Boeddha.

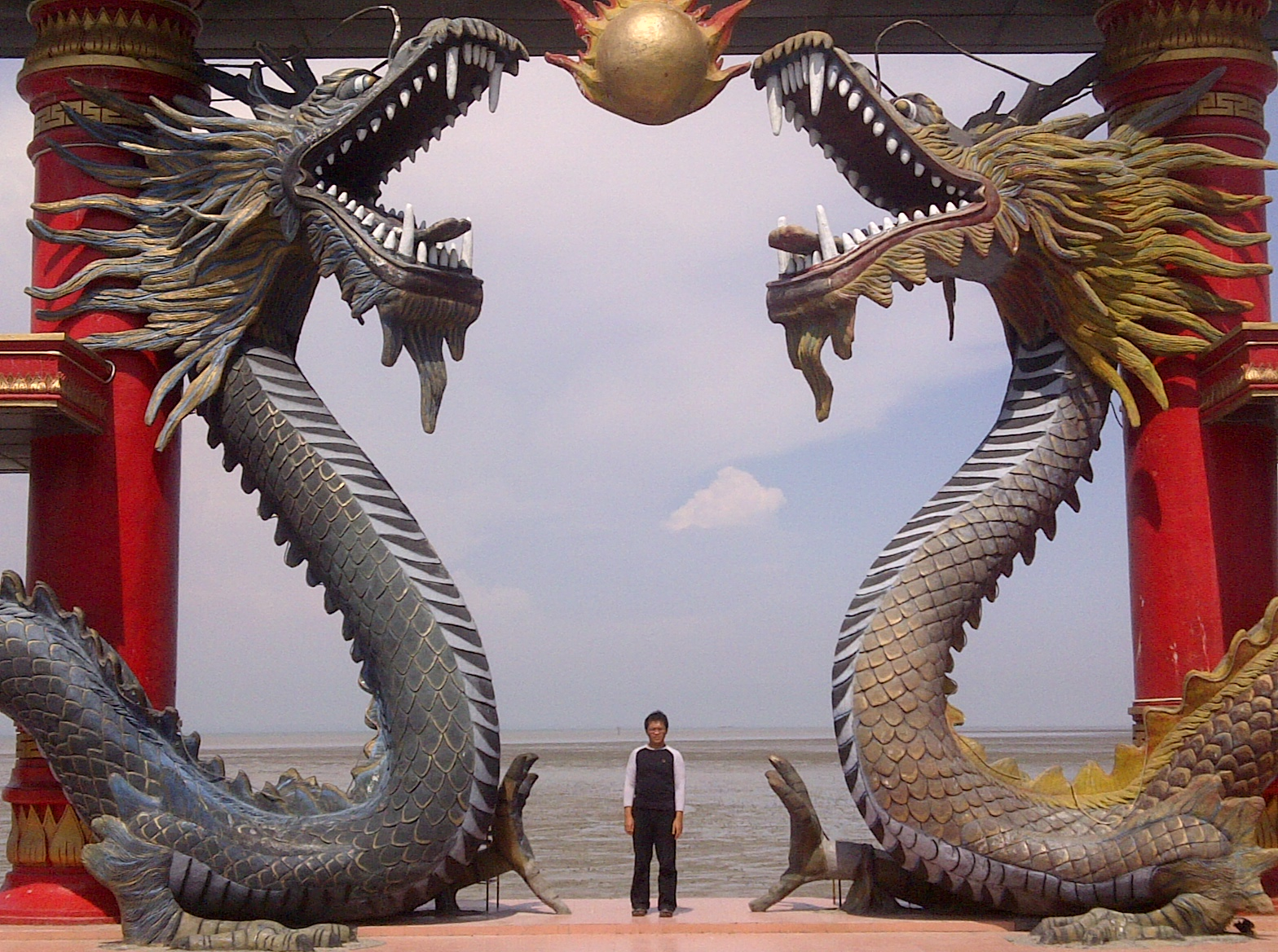
Een bezoeker van Sanggar Agung tempel Toke een foto onder de draak standbeelden

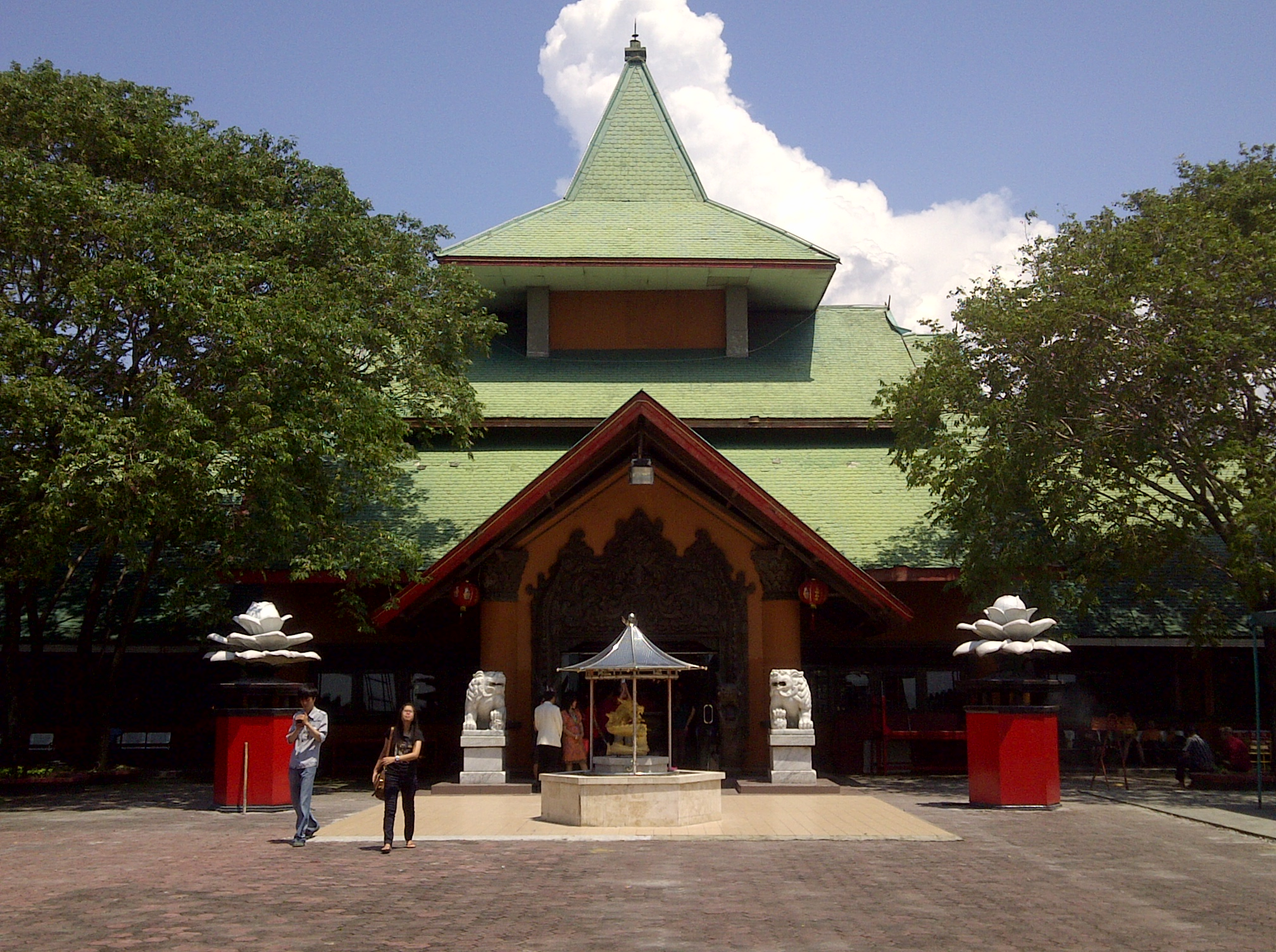
De voorzijde van Sanggar Agung tempel, Surabaya-Indonesië, die wordt geconfronteerd met de sea

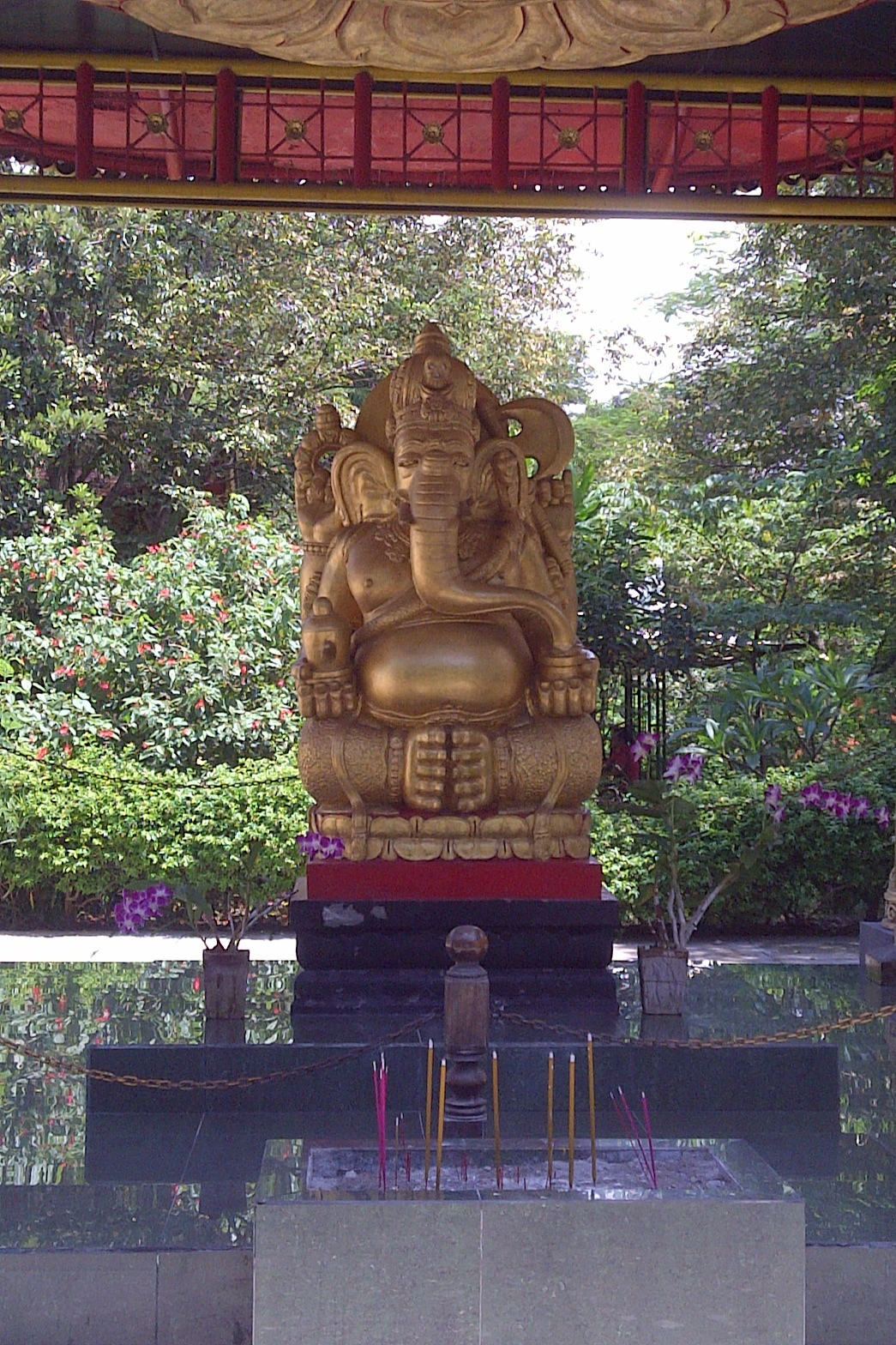
Ganesha beeld bij Sanggar Agung tempel, Surabaya-Indonesia